# اوکلبو
اوکلبو (به سوئدی: Ockelbo) یک منطقهٔ مسکونی در سوئد است که در بخش اوکلبو واقع شده‌است. اوکلبو ۴٫۱۷ کیلومتر مربع مساحت و ۲٬۷۲۴ نفر جمعیت دارد.